# Маріка суданська
Ма́ріка суданська (Cinnyris erythrocercus) — вид горобцеподібних птахів родини нектаркових (Nectariniidae). Мешкає в Центральній і Східній Африці.

## Поширення і екологія
Суданські маріки поширені в Кенії, Танзанії, Демократичній Республіці Конго, Уганді, Руанді, Бурунді і Південному Судані. Вони живуть в саванах, на пасовищах і луках, зокрема на заплавних, на болотах і в садах.